# منطقة عسير
منطقة عسير هي إحدى مناطق المملكة العربية السعودية وتقع في الجنوب الغربي منها. تبلغ مساحتها 81,000 كم²، ويبلغ عدد السكان 2,024,285 حسب تعداد السعودية 2022. وعاصمتها ومقر الإمارة فيها مدينة أبها، يتولى إمارة المنطقة تركي بن طلال بن عبد العزيز آل سعود الذي تعين في 27 ديسمبر 2018. بدلا من ابن عمه الأمير فيصل بن خالد بن عبدالعزيز.

## سبب التسمية
قبل أن يُطلق على هذه المنطقة بهذا الاسم، كانت تُعرف ضمن التقسيمات الجغرافية القديمة بأسماء مثل سراة عنز، وسراة جنب، حسب القبائل التي تسكنها، إذ كان من الشائع في الجغرافيا العربية القديمة أن تُنسب "السراة" (وهي المناطق الجبلية العالية) إلى القبيلة الغالبة على الديار. وقد ذكر الهمداني (ت. 334 هـ) في كتابه صفة جزيرة العرب هذا النمط من التقسيم، فعدّد سراة جنب، وسراة عنز، وسراة الحجر، وكلها تشمل أجزاء مما يُعرف اليوم بمنطقة عسير.
وتعود تسمية منطقة عسير بهذا الاسم إلى قبيلة عسير العربية التي استوطنت السراة وتهامة منذ القدم. وقد ورد ذكرها في كتاب صفة جزيرة العرب للهمداني (ت. 334 هـ)، حيث أشار إلى ديار عنز بن وائل في السراة، وذكر منها: «الدارة وأبها والحللة والفتيحا وجرشة… أوطان عسير من عنز».
وهو ما يوافق ما ذكره ياقوت الحموي في معجم البلدان بأن "عَسير" اسم قبيلة، وقد تُطلق التسمية على المنطقة تبعًا لسكانها أصحاب النفوذ.
كما أشار بعض المؤرخين المعاصرين إلى أن المنطقة احتفظت بهذا الاسم نسبة إلى القبيلة التي هيمنت عليها اجتماعيًا وجغرافيًا لقرون، مما رسّخ التسمية في المصادر العثمانية والسعودية المبكرة.

## الأرض والسكان

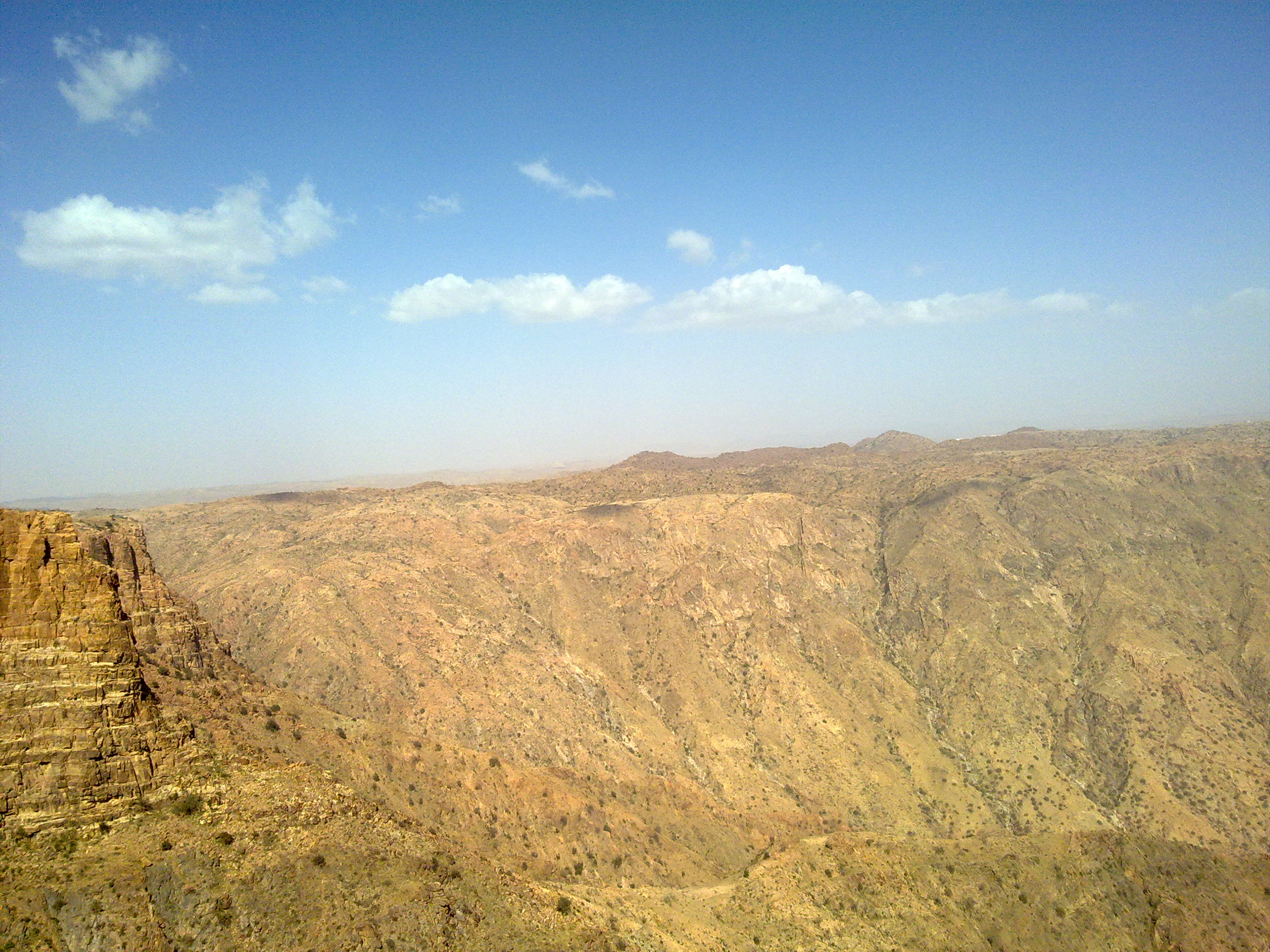
جبال من منطقة عسير

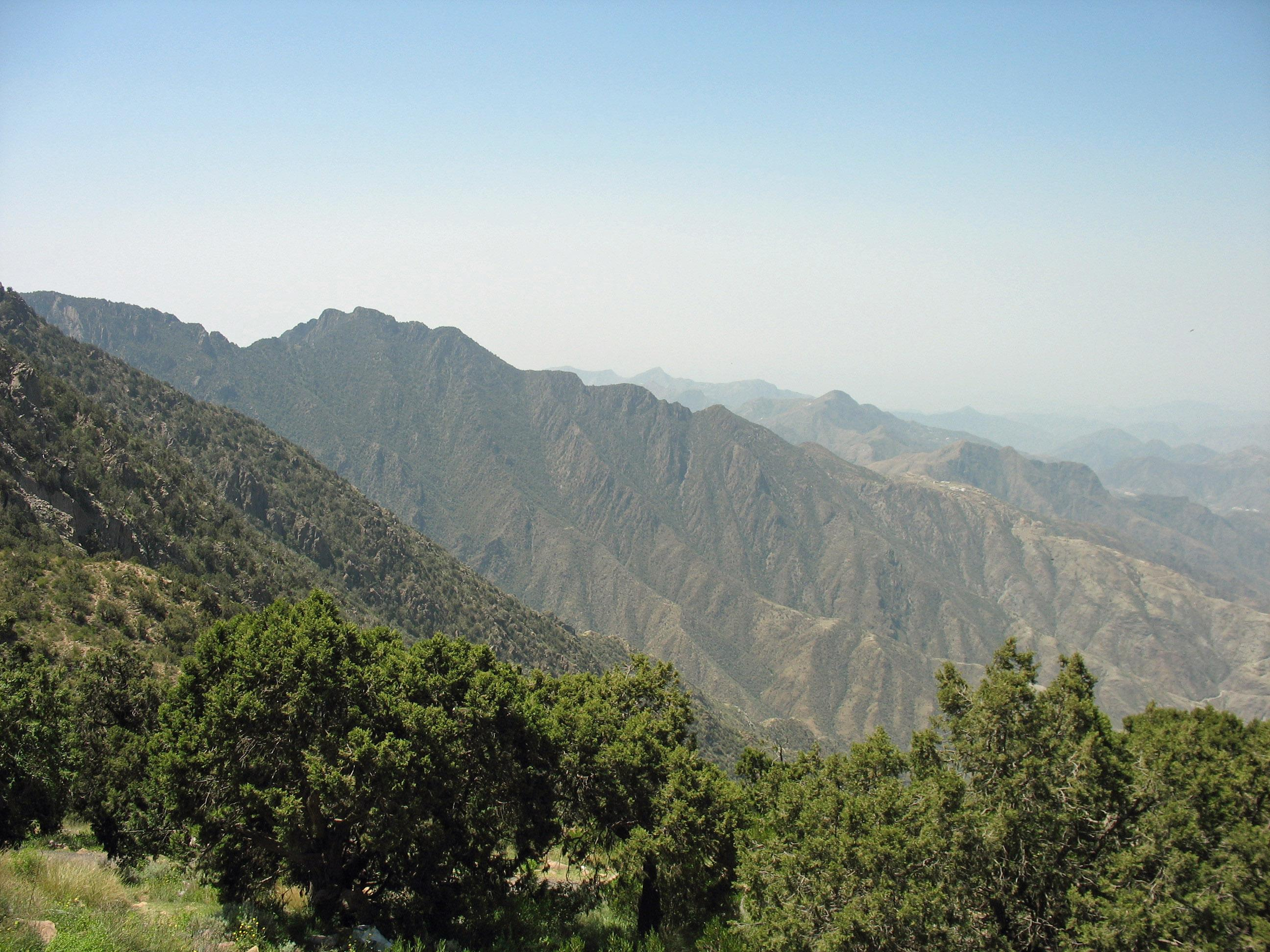
السودة

### السكان
تعداد السعودية 2022
جاءت منطقة عسير في الترتيب الخامس من حيث عدد سكان مناطق السعودية حسب تعداد السعودية 2022، وبلغ عدد سكانها (2,024,285) نسمة يمثلون نسبة 6,3 من سكان السعودية، ووبلغ عدد السعوديين (1,444,688) نسمة بنسبة 71,4%، وعدد غير السعوديين (579,597) نسمة بنسبة 28,6%.
يبلغ عدد سكان منطقة عسير حسب تقديرات عام 2018م وحسب بيانات الهيئة العامة للإحصاء 2,261,618 نسمة منهم سعوديون بنسبة 83%. ونسبة الذكور السعوديون 49.9% بينما نسبة الإناث 50.1%. ويشكلون سكان المنطقة إجمالاً 7.5% من سكان المملكة ونمواً سكانياً بمعدل 3.8% سنويا وذلك بنهاية عام 1431 هجرية. وعدد المساكن في منطقة عسير 452,057 مسكن.

### التضاريس والمناخ
تتنوع تضاريس منطقة عسير ويتنوع مناخها، بدءا من منطقة سهول شرقا ينحدر منها شرقا وادي بيشة وتثليث وتزدهر على ضفتيها الزراعة نظرا لتوفر المياه وخصوبة الأرض وتنتج المنطقة التمور والخضروات وبعض الحمضيات، تليها باتجاه الغرب مرتفعات سلسلة جبال السروات التي تفوق ال3000 متر فوق سطح البحر، وهي أكثر المناطق كثافة سكانيا وفيها المدن الرئيسية كأبها وخميس مشيط، ثم تكون سفوح الجبال بإتجاه الغرب وفيها الكثير من المحافظات مثل رجال ألمع ومحايل وبارق حتى تصل إلى السهل الساحلي في تهامة.
- سلسلة جبال الحجاز

يتسم المناخ بالاعتدال والثبات بعيداً عن التقلبات الموسمية واليومية، ومتوسط السنوي لدرجات الحرارة من 18 إلى 20 درجة مئوية وتهطل الأمطار على مدار السنة، وفي فصلي الربيع والصيف يزيد معدل سقوطها السنوي إلى 200 ملم، وبلغ 500 ملم في بعض المرتفعات والمنحدرات الغربية، وفي فصل الشتاء تكون الحرارة منخفضة جدًا لدرجة نزول الثلوج على الجبال والمناطق العالية مثل ابها والسوده والنماص وغيرها من المناطق وقد تنخفض الحرارة إلى 5 تحت الصفر أو اقل إلى 10 تحت الصفر وترتفع الرطوبة النسبية خلال أشهر ديسمبر، ويناير، وفبراير، لتصل إلى حوالي 85%، أما في شهر مارس، وأبريل، ونوفمبر، فتصل الرطوبة من 60% إلى 70%.
- الهضبة الشرقية

تتفاوت درجة الحرارة للارتفاع أو البعد والقرب من سلسلة جبال الحجاز، ويتراوح المتوسط السنوي لدرجة الحرارة من 20 إلى 24 درجة مئوية، أما الأمطار صيفية غالباً ويتراوح متوسطها السنوي من 120 إلى 350 ملم.
- سهول إقليم تهامة

يتميز المناخ فيها بشدة درجة الحرارة صيفاً والميل إلى الاعتدال نسبياً في الشتاء، وتقل درجة الحرارة في المنحدرات الغربية، والمتوسط السنوي لدرجة الحرارة من 36 إلى 28 درجة مئوية، أما الأمطار فتهطل في موسم الصيف بمتوسط 300 ملم، وترتفع معدلات الرطوبة النسبية لموقعها على الساحل، كما تتعرض للعواصف الرملية في بعض أوقات السنة.

## الموقع والحدود الإدارية
تقع منطقة عسير بين خطى عرض 17.25 و19.50 شمالاً. وخطى طول 50,00 و41,50 شرقاً.
تمتد منطقة عسير من حدود الدرب والشقيق وبيش (منطقة جازان) في الجنوب الغربي إلى حدود اليمن في الجنوب الشرقي ونجران في الشرق. ومن حدود وادي الدواسر (منطقة الرياض) في الشمال إلى رنية والقنفذة وساحل البحر الأحمر (منطقة مكة المكرمة) إلى (منطقة الباحة) في الغرب، وتقع عسير جنوب غربي المملكة العربية السعودية.

### المحافظات

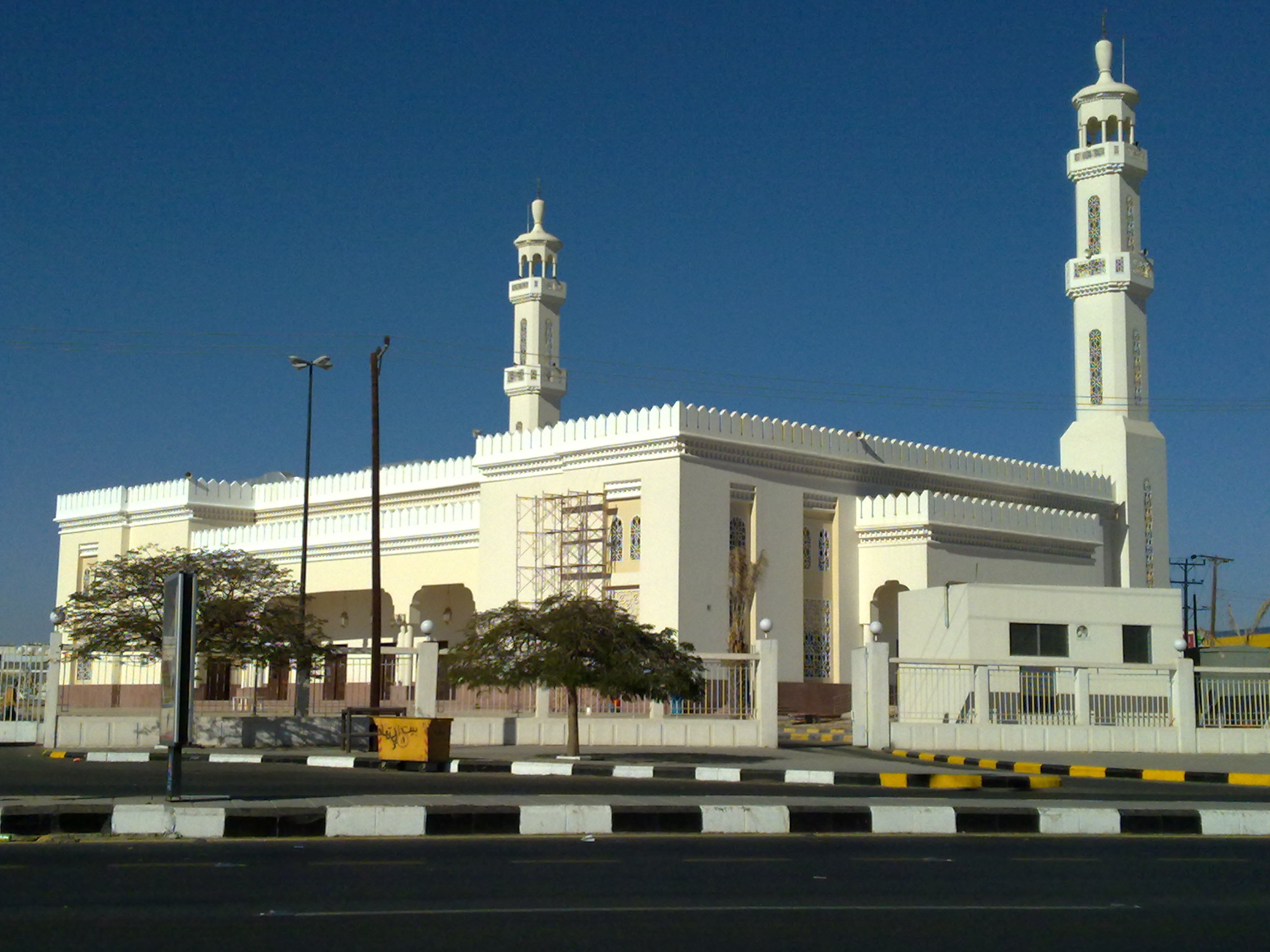
خميس مشيط

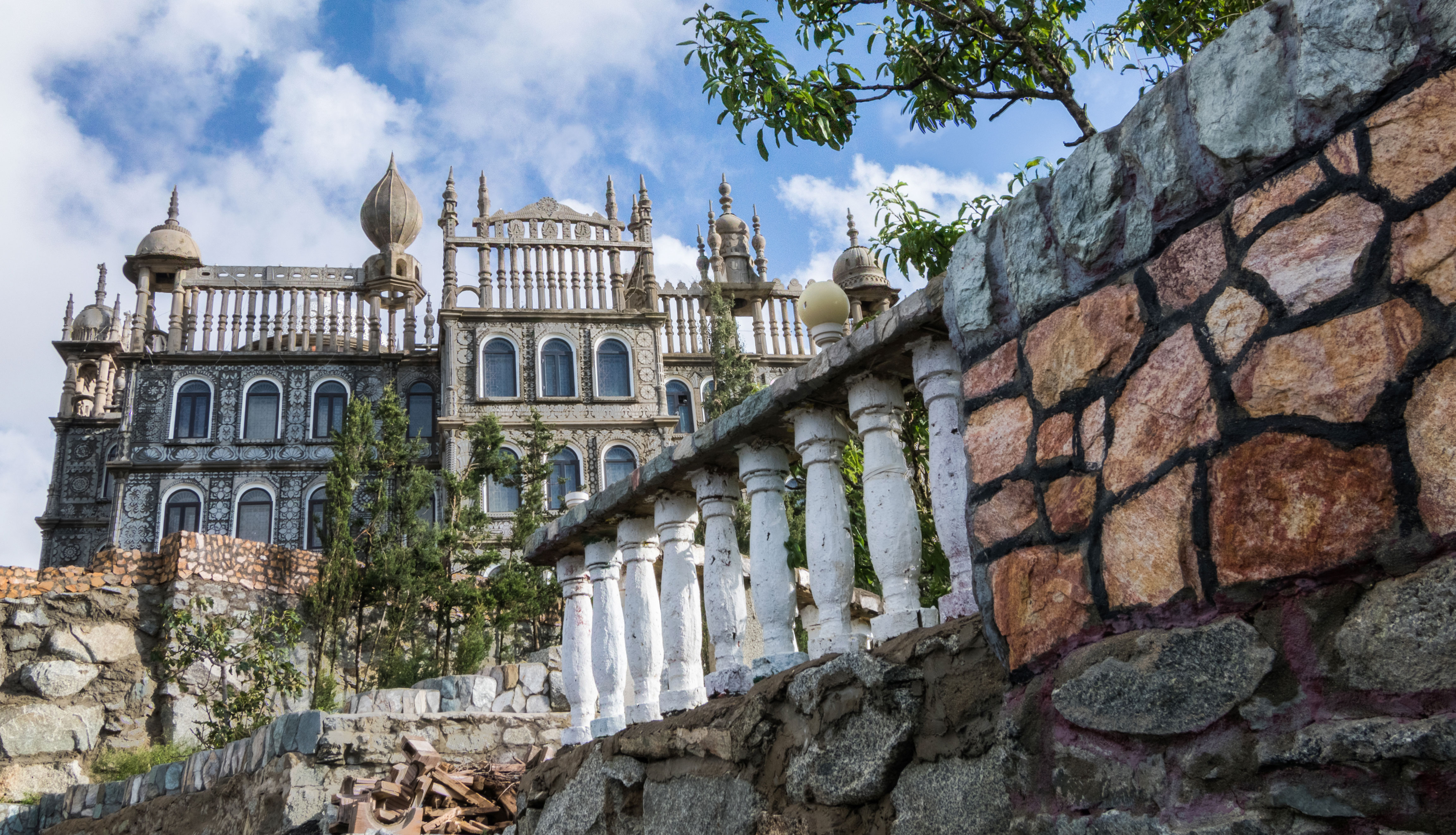
النماص

- أبها
- خميس مشيط
- بيشة
- النماص
- أحد رفيدة
- بارق
- البرك
- بلقرن
- تثليث
- تنومة
- رجال ألمع
- الحرجة
- سراة عبيدة
- طريب
- الامواه
- ظهران الجنوب
- محايل عسير
- المجاردة

## التاريخ
دخلت المنطقة تحت النفوذ السعودي لفترة قصيرة في فترة الدولة السعودية الأولى وكان أمراءها المتاحمة وبوصول حملة محمد علي في الحرب العثمانية السعودية انتهت الدولة السعودية وحكم منطقة عسير الأمير علي بن مجثل المغيدي العسيري ، وسعيد بن مسلط المغيدي العسيري وبعد ذلك حكمها آل عايض حتى ضمها للمملكة العربية السعودية في عشرينات القرن الماضي.

### إمارة المنطقة

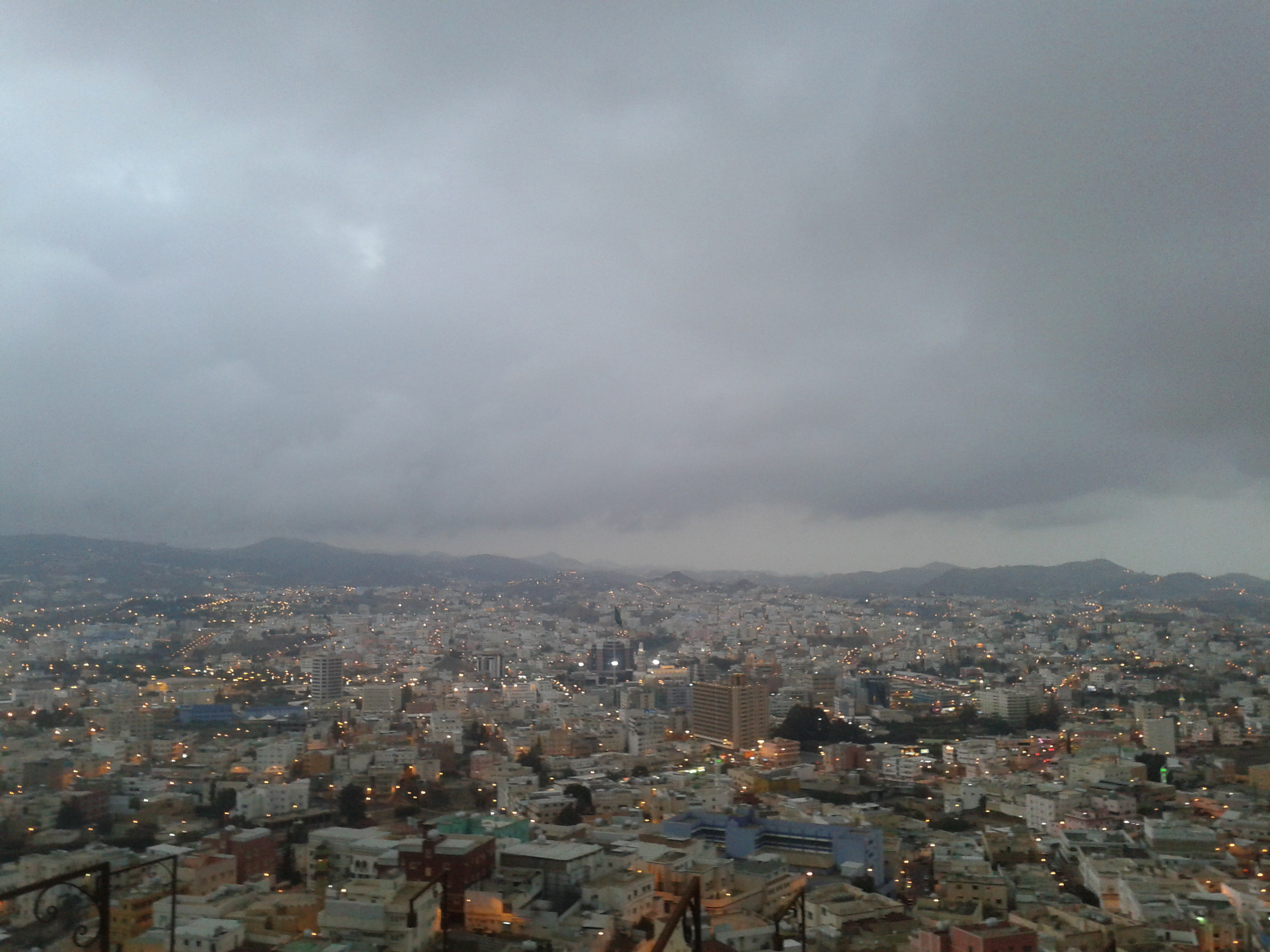
مدينة أبها عاصمة عسير الإقليمية

أنشئت الإمارة عام 1338هـ أثناء تأسيس المملكة العربية السعودية ويقع مقر الإمارة في مدينة أبها.

#### أمراء منطقة عسير منذ تأسيس المملكة
- شويش بن ضويحي 1338هـ - 1339هـ
- عبد الله بن سويلم 1339هـ - 1340هـ
- فهد بن عبد الكريم العقيلي 1340هـ - 1340هـ (بضعة أشهر)
- سعد بن عفيصان 1340هـ - 1342هـ
- محمد بن سعد بن نجيفان 1342هـ - 1342هـ (بضعة أشهر)
- عبد العزيز بن إبراهيم الإبراهيم 1342هـ - 1343هـ
- عبد الله بن إبراهيم العسكر 1343هـ - 1352هـ
- عبد العزيز بن عبد الله العسكر 1352هـ -1353هـ
- تركي بن أحمد بن محمد السديري 1353هـ - 1371هـ
- تركي بن محمد بن ماضي 1371هـ - 1385هـ
- عبد الله بن محمد بن ماضي 1385هـ - 1392هـ
- الأمير خالد الفيصل بن عبد العزيز آل سعود 1392هـ - 1428هـ
- الأمير فيصل بن خالد بن عبد العزيز آل سعود 1429هـ - 1440
- الأمير تركي بن طلال بن عبد العزيز آل سعود 1440 هـ - حتى الآن[11]

## البنية الأساسية

### شبكة الطرق
يمكن تصنيف شبكة الطرق حسب الدرجة كما يلي:
- طرق مزدوجة إقليمية: وتمثل في المحور الواصل بين مدينتي خميس مشيط وأبها ويبلغ طوله حوالي 35كم وهو عبارة عن طريق مرصوف بحالة جيدة وذو اتجاهين.
- طرق إقليمية رئيسة: وتتمثل في المحور إمارة خميس مشيط - تثليث وامتداده حتى حدود منطقة الرياض والمحور خميس مشيط - بيشة، والمحور خميس مشيط - ظهران الجنوب وامتداده حتى حدود منطقة نجران والمحور أبها - النماص - سبت العلاية وامتداده حتى حدود منطقة الباحة، والمحور أبها - عتود حتى حدود منطقة جازان. والمحور رجال ألمع - محايل وامتداده شمالاً، حتى حدود منطقة مكة المكرمة وامتداده جنوباً حتى يتلاقى مع طريق أبها - الدرب والمحور أبها - الدرب والمحور العمق - ام البرك - القحمة وامتداده حتى حدود منطقة مكة المكرمة شمالاً ومنطقة جازان جنوباً، وهي طرق مرصوفة بحالة جيدة وذات اتجاه واحد.
- طرق محلية: وهي وصلات صغيرة مرصوفة لربط التجمعات العمرانية مع الطرق الإقليمية.
- الطرق الترابية: وهي وصلات معبدة أو غير معبدة ومتباينة من حيث أطوالها وعروضها وتستخدمها السيارات في حركتها الآلية وغالباً ما يصعب الفصل بين الرئيسي والفرعي.

### النقل الجوي
- مطار أبها الدولي.
- مطار بيشة.

### المياه
تعتمد المنطقة على عدد من المصادر في توفير مياه الشرب ومنها المياه المحلاة التي توفرها محطة التحلية في الشقيق بمنطقة جازان، كما تعتمد المنطقة على مياه الآبار سواءً الحكومية أو الأهلية، أما استهلاك المياه في المنطقة فتبين أن متوسط الاستهلاك اليومي لعام 1419/1420هـ بلغ 99000م3، حيث يصل معدل استهلاك الفرد اليومي من المياه إلى 224 لترا. كما يعد إنشاء السدود أحد المهام التي تقوم بها وزارة المياه، حيث تم إنشاء 56 سداً في منطقة عسير بسعة تخزينية تقدر بحوالي 373 مليون م3 لتوفير المياه للزراعة والشرب بالمنطقة.

### الطاقة الكهربائية
يمثل قطاع الكهرباء في منطقة عسير أحد القطاعات الرئيسية التي شهدت نمواً وتوسعاً كبيرين خلال الفترة الماضية، وقد جاء ذلك متوازياً مع الإنجازات التنموية التي تحققت في مختلف المجالات بالمنطقة.
هذا وقد بلغ إجمالي الطاقة الكهربائية المباعة في المنطقة خلال عام 1419هـ قد بلغت 3156203 ك. و. س، شمل ذلك القطاعات السكنية والتجارية والحكومية والصناعية والزراعية، ومن الملاحظ أن القطاع السكني قد حظي بالنصيب الأكبر من إجمالي هذه الطاقة، حيث بلغت كمية الطاقة المباعة لهذا القطاع 2247700 ك. و. س (كيلو وات ساعة) وهو ما يمثل 71.2% من إجمالي الطاقة المباعة في المنطقة في حين كان القطاع الزراعي أقل القطاعات استهلاكاً للطاقة، حيث بلغت قيمة الطاقة المباعة لهذا القطاع 5169 ك. و. س وهو ما يمثل 0.2% فقط من إجمالي الطاقة المباعة في المنطقة.

### خدمة الاتصالات والبريد
- خدمات الهاتف: يبلغ عدد الخطوط الهاتفية الآلية بلغ 956549 خط والخدمات الخاصة 2395 خط حتى عام 1419 هـ، كما بلغ عدد المشتركين في خدمة الهاتف الجوال والسيار «الهواتف المتنقلة» 2395 مشترك 302 مشترك على التوالي بالإضافة إلى إنشاء 171 كبينة اتصال. أما الهواتف العمومية فقد زاد عددها خطوطها إلى 2440 خطاً، وفي مجال خدمة التلكس بلغ عدد الخطوط 134 خطا لنفس الفترة السابقة.
- الخدمات البريدية: تطورت خدمات البريد في منطقة عسير خلال العقود الماضية، حيث وصل عدد مكاتب البريد حتى عام 1417/1418هـ إلى 78 مكتباً وبلغ عدد الشُعب البريدية 8 شُعاب. كما تزايدت أعداد صناديق البريد (المشتركين والشوارع) حتى وصل عددها إلى 17536 صندوق لنفس الفترة.

### الخدمات الصحية
بلغ عدد مراكز الرعاية الأولية بالمنطقة 243 مركزاً، أما المستشفيات الحكومية فقد بلغ عددها 19 مستشفاً، عدد الأسرة بها 2389 سريراً. وقد استفاد من تلك الخدمات الصحية المقدمة 6234200 مراجعاً، في حين بلغ عدد المرضى المنومين منهم 110642 منوما.ً أما فيما يتعلق بإعداد العاملين بوزارة الصحة من أطباء وهيئة تمريض وصيادلة ومساعدين فنيين فقد بلغ 1254 طبيباً 3073 ممرضاً و33 صيدلياً و1607 مساعداً فنياً.
كما بلغ عدد مستشفيات القطاع الخاص 4 مستشفيات و33 مستوصفاً مجموع أسرتها 195 سريراً. استفاد من تلك الخدمات الصحية المقدمة 424946 مراجعاً، بينما بلغ عدد المرضى المنومين 4537 منوماً. في حين بلغ عدد العاملين بهذا القطاع 339 طبيباً و359 مساعداً فنياً و273 ممرضاً.

### قطاع الصناعة
بلغ الإجمالي التراكمي لعدد المصانع المنتجة (وطني وأجنبي) بمنطقة عسير حتى نهاية عام 1422هـ 84 مصنعاً بلغ إجمالي رأس المال المستثمر فيها حوالي 1645.53 مليون ريال يعمل بها 3831 عاملا.
تعتبر صناعة مواد البناء أكبر المجموعات الصناعية من حيث عدد المصانع، حيث بلغ عددها 41 مصنعاً بنسبة 48.8% من إجمالي المصانع المنتجة، تليها المنتجات المعدنية والماكينات والمعدات التي بلغ عددها 15 مصنعاً بنسبة 17.9%، تليها المواد الغذائية التي بلغ عددها 12 مصنعاً بنسبة 14.3%، وتمثل هذه الصناعات الثلاث ما نسبته 81% من إجمالي عدد المصانع، بينما تمثل الصناعات الأخرى مجتمعة ما نسبته 19% فقط.
كما بلغت قيمة القروض الصناعية التي وافق عليها صندوق التنمية الصناعية السعودي بمنطقة عسير حتى تاريخ 30/4/1420هـ حوالي 410 مليون ريالاً وذلك حسب الأنشطة الصناعية المختلفة المعتمدة من قبل وزارة الصناعة والكهرباء.

### التعدين
أُصدِرَت عدة صكوك تعدينية للاستفادة من المعادن والخامات المتوفرة بالمنطقة ومواقع مواد البناء حتى عام 1420هـ تتمثل برخصتي كشف وامتياز تعديني واحد وترخيصي مناجم، و84 أذون مواد بناء. ويعتبر الذهب من المعادن المكتشفة في المنطقة، حيث يوجد مكمن الحجار على بعد 65كم غرب مدينة بيشه، ويحتوي على 5 ملايين طناً من خام الذهب بنسبة 2.5 جرام للطن، وقد بدأت مرحلة استخدامه بمعدل إنتاج مستوى 500 ألف طن اعتباراً من أبريل عام 2001م، كما يوجد بالمنطقة خام النيكل في موقع حدبة 175كم شرق مدينة أبها، ويحتوي على 2.7 مليون طن بنسبة تركيز 0.92% نيكل، ومن المخطط استخراج الذهب من موقع حمضة بالمنطقة على بعد 75كم جنوب تثليث خلال خطة التنمية السابعة الحالية.

### الزراعة
قدرت مساحة الأراضي المزروعة في المنطقة بنحو 16238 هكتار أو ما يعادل 0.8% من إجمالي مساحة الأراضي المزروعة في المملكة، كما قدرت مساحة الأراضي الصالحة للزراعة في المنطقة بنحو 748643 هكتار تمثل 2.4% من مساحة الأراضي الصالحة للزراعة في المملكة.
من خلال الإنتاج المحلي بالمنطقة لبعض المنتجات الزراعية المختارة عام 1422هـ جاء محصول الفواكة في المركز الأول من حيث كمية الإنتاج والذي بلغ حوالي 78.7 ألف طناً، ومحصول الخضروات 53.7 ألف طناً تبع ذلك محصول التمور، حيث قدر الإنتاج بحوالي 46.9 ألف طنا، وقد جاء محصول الأعلاف في المركز الرابع، حيث قدر الإنتاج بحوالي 39.6 ألف طناً، وأخيراً جاء محصول الحبوب، حيث يقدر الإنتاج بحوالي 31.9 ألف طنا.
كما أدى تطور الإنتاج الزراعي بالمنطقة إلى زيادة المنتجات الحيوانية خلال عام 1422هـ، حيث بلغ الإنتاج من الدجاج بحوالي 47 مليون فروج، وعدد البيض المنتج حوالي 65 مليون بيضة من خلال 4 مشاريع متخصصة. كما بلغ عدد الأغنام حوالي 717.4 ألف رأس، كما بلغت كميات العسل المنتج حوالي 22841كجم من خلال 274 مزرعة.

### السياحة والفنادق
تعد المنطقة من أكثر مناطق المملكة جمالاً وتنوعاً في الموارد الاقتصادية والطبيعية، وقد بلغ عدد الفنادق بالمنطقة 29 فندقاً، كما تشتهر بتوافر الإمكانات السياحية، وقد حرصت وزارة البيئة والمياه والزراعة على إنشاء المنتزهات الوطنية لحماية المظاهر البيئية والتضاريسية، والمناظر الطبيعية الخلابة، ولهذا جاء إنشاء أول منتزه وطني للمملكة في منطقة عسير، ويغطي مساحة قدرها 45000 هكتاراً وبلغت تكلفة إنشائه حوالي 60 مليون ريالاً، ويعتبر المكان الوحيد للعديد من النباتات التي لا تنمو إلا في هذا الجزء فضلا عن ثلاثمائة من أنواع الطير الجارحة، وهو يصعد من ساحل البحر الأحمر إلى ارتفاع 3048 متراً على شكل شريط يتراوح عرضه ما بين 160كم إلى 240كم وقد تم تزويد المنتزه ببعض الخدمات الضرورية كالسفلتة والمواقف ودورات المياه والكراسي والكهرباء والشوايات، في فبراير 2019، تم إنجاز المرحلة الأولى من المسار السياحي «درب عسير» بإشراف أمانة منطقة عسير، وقد بلغت مساحة المرحلة الأولى 17000متر، وتم العمل عليها خلال 10 أيام. وفي نوفمبر 2023 أعلنت شركة مشاريع الترفيه السعودية "سڤن" المملوكة بالكامل لصندوق الاستثمارات العامة، تشييد الوجهة الترفيهية الخامسة لها على مستوى المملكة، والأولى في منطقة عسير بقيمة استثمارية تتجاوز 1.3 مليار ريال.
وفي فبراير 2024م أعلن الرئيس التنفيذي لشركة عسير للاستثمار والمملوكة لصندوق الاستثمارات العامة، أن المرحلة الأولى من خطة الشركة العشرية ستتضمن خلال الفترة القريبة المقبلة إطلاق خمسة مشاريع سياحية في منطقة عسير.

### التعليم
- بدأ التعليم في منطقة عسير في مدينة أبها عام 1344هـ بتأسيس أولى المدارس الأميرية، وقد تحولت إلى مدرسة حكومية نظامية عام 1355هـ باسم المدرسة السعودية لتضم ما يقارب خمسين طالباً، يُدرّسهم معلمان، وتشرف على المدرسة مديرية المعارف في مكة المكرمة.
- افتتحت المدرسة السعودية في بيشة عام 1354هـ، ثم افتتاح المدرسة السعودية في محايل عام 1357هـ، ثم سميت بعد ذلك بمدرسة الوليد بن عبدالملك.
- افتتحت المدرسة السعودية في النماص عام 1359هـ، وكذلك افتتحت مدرسة رجال ألمع عام 1359هـ، والتي سميت فيما بعد مدرسة حسان بن ثابت.
- افتتحت مدرسة مسلمة بن عبد الملك في خميس مشيط عام 1359هـ، وافتتحت مدرسة عمرو بن العاص في سراة عبيدة في ظهران الجنوب عام 1368هـ.
- في عام 1367هـ افتتحت معتمدية المعارف في أبها، وانتقل الإشراف على التعليم في منطقة عسير إليها. وقد بلغ عدد المدارس في أبها في الفترة من عام 1355هـ إلى عام 1372هـ تسع عشرة مدرسة للمراحل الدراسية كافة، تشرف عليها معتمدية التعليم في أبها والتي حولت إلى إدارة تعليم عام 1375هـ مع تولى خادم الحرمين الشريفين الملك فهد بن عبد العزيز وزارة المعارف.
- في عام 1416هـ تغير اسم إدارة تعليم أبها إلى الإدارة العامة للتعليم في منطقة عسير.[15]

## وصلات خارجية
- موقع إمارة منطقة عسير